# 1589
- Wikisource

| Calendário gregoriano                                                        | 1589 MDLXXXIX                        |
| Ab urbe condita                                                              | 2342                                 |
| Calendário arménio                                                           | 1038 – 1039                          |
| Calendário bahá'í                                                            | -255 – -254                          |
| Calendário budista                                                           | 2133                                 |
| Calendário chinês                                                            | 4285 – 4286 Início a 15 de fevereiro |
| Calendário copta                                                             | 1305 – 1306                          |
| Calendário etíope                                                            | 1581 – 1582                          |
| Calendários hindus - Vikram Samvat - Calendário nacional indiano - Cáli Iuga | 1644 – 1645 1510 – 1511 4689 – 4690  |
| Calendário Holoceno                                                          | 11589                                |
| Calendário islâmico                                                          | 997 – 998                            |
| Calendário judaico                                                           | 5349 – 5350                          |
| Calendário persa                                                             | 967 – 968                            |
| Calendário rúnico                                                            | 1839                                 |
| Calendário solar tailandês                                                   | 2132                                 |

1589 (MDLXXXIX, na numeração romana) foi um ano comum do século XVI do actual Calendário Gregoriano, da Era de Cristo, e a sua letra dominical foi A (52 semanas), teve início a um domingo e terminou também a um domingo.
| Ano completo                    |
| ------------------------------- |
| Ano comum com início ao domingo |

## Eventos
- Em Portugal, inauguração da Igreja de São Paulo (Braga).
- Fundada Hiroshima.
- Naufrágio à entrada da Baía de Angra da nau espanhola Trinidad, vinda do México, o acontecimento é descrito por na Histoire de la Navigation, Linschoten.[1][2]
- Os canhões do Forte de São Sebastião, de Angra, sob o governo de Juan de Horbina, impedem, o corsário inglês Sir Francis Drake de atracar em Angra.
- D. António Prior do Crato, sedeado em Angra do Heroísmo, envia uma força naval atacar as forças castelhanas em Lisboa.

## Agosto
- 2 de agosto - Henrique III de França é assassinado por um monge católico fanático. Henrique de Navarre se proclama Rei Henrique IV de França.
- 4 de agosto – Naufrágio dentro das fortalezas de protecção da Baía de Angra do galeão São Giraldo de nacionalidade portuguesa e  provindo de Malaca. Este acontecimento, inicia-se com o período Linschoten na história da cidade.[3]

## Setembro
- 21 de setembro - Batalha de Arques - Tropas do rei Henrique derrotam tropas da Liga Católica do Duque Charles de Mayenne (irmão mais novo do Duque de Guise)
- 26 de Setembro  - Um raio mata duas pessoas na ilha Terceira durante uma tempestade, provavelmente um ciclone tropical, atingiu uma casa palhoça na Serra de Santiago, Praia da Vitória, matando o proprietário e um soldado castelhano que lá estava hospedado.

## Outubro
- 20 de outubro - Afundamento na Baía de Angra da nau espanhola Nuestra Señora de Guia, posta a pique por corsários, com 200 000 ducados em ouro, prata e pérolas a bordo.[1]

## Novembro
- 1 de novembro - Henrique IV da França é impedido numa tentativa de conquistar Paris da Liga Católica.

## dezembro
- 9 de dezembro - Alvará de autorização de fundação do Convento de Santo Agostinho em Angra, ilha Terceira, Açores.

## Nascimentos
- 9 de janeiro - Ivan Gundulić, poeta croata (m. 1638).
- 5 de fevereiro - Esteban Manuel de Villegas, poeta espanhol (m. 1669).
- 3 de março - Gisbertus Voetius, Teólogo holandês (m. 1676).
- Yönten Gyatso, 4º Dalai Lama (Budismo) no Tibet

## Mortes
- 05 de Janeiro - Catarina de Medici, rainha consorte de França (n. 1519).
- 22 de Fevereiro - Andreas Dudithius, foi um nobre húngaro de origem croata, humanista, bispo e diplomata. (n. 1533).
- 02 de Março - Alessandro Cardinal Farnese, cardeal italiano (n. 1530).
- 01 de Agosto - Jacques Clément, assassino francês de Henrique III de França (n. 1567).
- 02 de Agosto - Rei Henrique III de França (n. 1551).
- 16 de Setembro - Michael Baius, teólogo flamengo (n. 1513).
- Tansen, músico indiano.

## Epacta e idade da Lua
| Epacta gregoriana | 13      |
| Idade da Lua      | Letra n |